# 双溪乡 (上犹县)
双溪乡，是中华人民共和国江西省赣州市上犹县下辖的一个乡镇级行政单位。

## 行政区划
双溪乡下辖以下地区：
左溪村、小石门村、大石门村、大布村、水头村、右溪村、芦阳村和高洞村。